# 科佩克
科佩克（英語：Copake）是位于美国纽约州哥伦比亚县的一个镇，地处哥伦比亚县东部。2010年美国人口普查时，该镇有3615人。科佩克镇建于1824年，其名称来源于附近的科佩克湖。“科佩克”在原住民语言中的含义为“蛇之池”。